# Synallaxis castanea
Synallaxis castanea е вид птица от семейство Furnariidae.

## Разпространение
Видът е разпространен във Венецуела.